# Umbrina milliae
Umbrina milliae är en fiskart som beskrevs av Miller, 1971. Umbrina milliae ingår i släktet Umbrina och familjen havsgösfiskar. Inga underarter finns listade i Catalogue of Life.